# Morti nel 1828
| Questa pagina contiene informazioni ricavate automaticamente dalle voci biografiche con l'ausilio del template Bio e di un bot. L'aggiornamento è periodico e automatico e ricostruisce completamente la pagina. Se manca una persona in questa lista, sei pregato di non aggiungerla, ma accertati piuttosto che la sua voce biografica contenga il template Bio e che i dati anagrafici siano correttamente compilati. Se il template Bio manca, inseriscilo tu stesso o, in alternativa, metti l'avviso {{tmp\|Bio}} che ne segnala la mancanza. Se i dati riportati sono sbagliati, correggi direttamente la voce biografica; le modifiche saranno visibili in questa lista entro pochi giorni. Per chiarimenti vedi il progetto biografie. La lista contiene solo le 181 persone che sono citate nell'enciclopedia e per le quali è stato implementato correttamente il template Bio. Pagina aggiornata al 18 ago 2025. |

## Gennaio(19)
- 3 gennaio - Hamengkubuwono II, sovrano indonesiano (n. 1750)
- 5 gennaio - Kobayashi Issa, poeta e pittore giapponese (n. 1763)
- 7 gennaio - Samuel Elisée von Bridel-Brideri, botanico svizzero (n. 1761)
- 10 gennaio - Nicolas-Louis François de Neufchâteau, politico, poeta e nobile francese (n. 1750)
- 10 gennaio - Adèle de Batz de Trenquelléon, religiosa francese (n. 1789)
- 13 gennaio - Elizabeth Craven, scrittrice e commediografa britannica (n. 1750)
- 16 gennaio - Claire de Duras, scrittrice francese (n. 1777)
- 16 gennaio - Johann Samuel Ersch, bibliografo e bibliotecario tedesco (n. 1766)
- 17 gennaio - Alexander Ranaldson Macdonell, militare e nobile scozzese (n. 1773)
- 21 gennaio - Luís Teles da Silva Caminha e Meneses, militare e politico portoghese (n. 1775)
- 23 gennaio - Giuseppe Quaglio, pittore e scenografo italiano (n. 1747)
- 23 gennaio - Mary Randolph, scrittrice statunitense (n. 1762)
- 25 gennaio - Giuseppe Maria Capodieci, presbitero e archeologo italiano (n. 1749)
- 26 gennaio - Gioacchino Egon di Fürstenberg-Weitra, nobile tedesco (n. 1749)
- 26 gennaio - Caroline Lamb, nobildonna e scrittrice britannica (n. 1785)
- 27 gennaio - Jacob Pleydell-Bouverie, II conte di Radnor, nobile e ufficiale inglese (n. 1750)
- 29 gennaio - Joseph Léopold Sigisbert Hugo, generale e scrittore francese (n. 1773)
- 29 gennaio - Ambrose Maréchal, religioso e arcivescovo cattolico francese (n. 1768)
- 31 gennaio - Alessandro Ypsilanti, patriota greco (n. 1792)

## Febbraio(17)
- 3 febbraio - Richard Strachan, VI baronetto, ammiraglio britannico (n. 1760)
- 6 febbraio - Francesco Serlupi Crescenzi, cardinale italiano (n. 1755)
- 7 febbraio - Aron Fernando, saggista e traduttore italiano (n. 1761)
- 7 febbraio - Henri-François Riesener, pittore francese (n. 1767)
- 11 febbraio - DeWitt Clinton, politico statunitense (n. 1769)
- 12 febbraio - Clemens August Theodor Josef von Nagel zur Loburg, militare, diplomatico e nobile tedesco (n. 1748)
- 12 febbraio - Victor dell'Aveyron, francese
- 13 febbraio - Francisco Salvà i Campillo, fisico e medico spagnolo (n. 1751)
- 13 febbraio - Disma Ugolini, compositore italiano (n. 1755)
- 17 febbraio - Heinrich Gottlieb Tzschirner, teologo tedesco (n. 1778)
- 18 febbraio - Immanuel Gottlieb Huschke, filologo classico tedesco (n. 1761)
- 23 febbraio - Mihály Fazekas, scrittore ungherese (n. 1766)
- 24 febbraio - Jacob Brown, generale statunitense (n. 1775)
- 25 febbraio - Domenico Lentini, presbitero italiano (n. 1770)
- 25 febbraio - Costantino di Salm-Salm, nobile (n. 1762)
- 27 febbraio - Nicolò Visconti Venosta, nobile e politico italiano (n. 1752)
- 28 febbraio - Johann Gottfried Klinsky, architetto e scultore tedesco (n. 1765)

## Marzo(12)
- 4 marzo - Vincenzo Berni degli Antoni, avvocato e scrittore italiano (n. 1747)
- 4 marzo - Erik Sjöberg, poeta svedese (n. 1794)
- 6 marzo - Domenico Feudale, vescovo cattolico e teologo italiano (n. 1750)
- 7 marzo - Charlotte von Lieven, nobildonna russa (n. 1742)
- 13 marzo - Gaetano Grano, latinista e letterato italiano (n. 1754)
- 17 marzo - Charles Hamilton, VIII conte di Haddington, nobile scozzese (n. 1753)
- 17 marzo - James Edward Smith, entomologo e botanico inglese (n. 1759)
- 22 marzo - Louis Choris, esploratore e pittore ucraino (n. 1787)
- 25 marzo - Astorre Hercolani, V principe Hercolani, militare e politico italiano (n. 1779)
- 26 marzo - Elisabeth Olin, soprano svedese (n. 1740)
- 29 marzo - William Drummond di Logie Almond, diplomatico, politico e letterato britannico (n. 1770)
- 31 marzo - Ida di Anhalt-Bernburg-Schaumburg-Hoym, nobile (n. 1804)

## Aprile(14)
- 2 aprile - Heinrich Ludwig Lehmann, scrittore tedesco (n. 1754)
- 2 aprile - William Phillips, geologo britannico (n. 1775)
- 5 aprile - Alberto Alemagna, politico italiano (n. 1751)
- 5 aprile - Joseph Hélie Désiré Perruquet de Montrichard, militare francese (n. 1760)
- 7 aprile - Vittoria Peluso, ballerina italiana (n. 1766)
- 11 aprile - Edward Coote Pinkney, poeta, giornalista e marinaio statunitense (n. 1802)
- 12 aprile - Samuel Frederick Gray, botanico britannico (n. 1766)
- 16 aprile - Francisco Goya, pittore e incisore spagnolo (n. 1746)
- 20 aprile - Carlo Francesco Maria Caselli, cardinale e arcivescovo cattolico italiano (n. 1740)
- 22 aprile - Nikolaj Nikitič Demidov, politico e filantropo russo (n. 1773)
- 23 aprile - Tommaso Ronna, vescovo cattolico italiano (n. 1767)
- 25 aprile - François Benoît Hoffmann, drammaturgo e librettista francese (n. 1760)
- 25 aprile - Anton Francesco Menchi, cantastorie e poeta italiano (n. 1762)
- 28 aprile - Pierre-Charles Laurent de Villedeuil, politico e nobile francese (n. 1742)

## Maggio(10)
- 2 maggio - Raymond de Sèze, avvocato francese (n. 1750)
- 8 maggio - Christian August Lorentzen, pittore danese (n. 1749)
- 14 maggio - Etienne-Jean Georget, psichiatra francese (n. 1795)
- 16 maggio - William Congreve, inventore inglese (n. 1772)
- 24 maggio - Charles Compton, I marchese di Northampton, politico inglese (n. 1760)
- 24 maggio - Luisa di Stolberg-Gedern, principessa (n. 1764)
- 25 maggio - John Oxley, esploratore britannico (n. 1785)
- 28 maggio - Anne Seymour Damer, scultrice inglese (n. 1748)
- 29 maggio - Johann Jacob Hess, teologo svizzero (n. 1741)
- 30 maggio - Friedrich Georg Weitsch, pittore tedesco (n. 1758)

## Giugno(12)
- 1º giugno - Frank Abney Hastings, ammiraglio inglese (n. 1794)
- 9 giugno - Dixon Denham, militare e esploratore inglese (n. 1786)
- 11 giugno - Bernardino Bollati, vescovo cattolico italiano (n. 1762)
- 11 giugno - Jacques Alexandre Law de Lauriston, generale francese (n. 1768)
- 11 giugno - Dugald Stewart, filosofo britannico (n. 1753)
- 12 giugno - Adam Elias von Siebold, ginecologo tedesco (n. 1775)
- 14 giugno - Carlo Augusto di Sassonia-Weimar-Eisenach, nobile tedesco (n. 1757)
- 18 giugno - Sextius Alexandre François de Miollis, generale francese (n. 1759)
- 20 giugno - Francesco Chiarenti, politico italiano (n. 1766)
- 20 giugno - Thomas Mann Randolph Junior, politico statunitense (n. 1768)
- 21 giugno - Leandro Fernández de Moratín, poeta, drammaturgo e saggista spagnolo (n. 1760)
- 29 giugno - Antoine-Alexis Cadet de Vaux, chimico, farmacista e agronomo francese (n. 1743)

## Luglio(16)
- 9 luglio - Gilbert Stuart, pittore statunitense (n. 1755)
- 10 luglio - Louis-Augustin Bosc d'Antic, naturalista e agronomo francese (n. 1759)
- 15 luglio - Jean-Antoine Houdon, scultore francese (n. 1741)
- 16 luglio - William Few, politico statunitense (n. 1748)
- 19 luglio - Filippo Antonio Asinari di San Marzano, generale e diplomatico italiano (n. 1767)
- 21 luglio - Charles Manners-Sutton, arcivescovo anglicano britannico (n. 1755)
- 22 luglio - Antonio Calegari, compositore italiano (n. 1757)
- 22 luglio - Maria Domenica Fumasoni Biondi, archeologa italiana (n. 1766)
- 24 luglio - Félix María Calleja del Rey, militare spagnolo (n. 1753)
- 24 luglio - Celeste Coltellini, soprano italiano (n. 1760)
- 24 luglio - Antonio Maria De Luca, patriota e presbitero italiano (n. 1764)
- 25 luglio - Georg Heinrich Weber, botanico e medico tedesco (n. 1752)
- 27 luglio - Radama I, re malgascio (n. 1793)
- 30 luglio - Isaac de Rivaz, politico e inventore francese (n. 1752)
- 30 luglio - Giovanni Francesco Toppia, vescovo cattolico italiano (n. 1754)
- 31 luglio - Arina Rodionovna, russa (n. 1758)

## Agosto(9)
- 3 agosto - Louis Lafitte, pittore francese (n. 1770)
- 4 agosto - Félix de Avelar Brotero, medico e botanico portoghese (n. 1744)
- 6 agosto - Konstantin von Benckendorff, generale e diplomatico russo (n. 1785)
- 8 agosto - Louis Nicolas Robert, inventore francese (n. 1761)
- 8 agosto - Carl Peter Thunberg, botanico e entomologo svedese (n. 1743)
- 10 agosto - Karl Franz von Lodron, vescovo cattolico austriaco (n. 1748)
- 22 agosto - Franz Joseph Gall, medico tedesco (n. 1758)
- 23 agosto - Franz von Zeiller, giurista austriaco (n. 1751)
- 27 agosto - Eise Eisinga, astronomo olandese (n. 1744)

## Settembre(6)
- 6 settembre - Emanuele Paparo, pittore, architetto e scrittore italiano (n. 1778)
- 12 settembre - Sven Ingemar Ljungh, naturalista svedese (n. 1757)
- 22 settembre - Shaka, sovrano
- 23 settembre - Richard Parkes Bonington, pittore inglese (n. 1802)
- 26 settembre - Dumaniant, attore teatrale, commediografo e direttore teatrale francese (n. 1752)
- 27 settembre - José Miguel de Carvajal-Vargas, ufficiale spagnolo (n. 1771)

## Ottobre(9)
- 1º ottobre - Antonio Cesari, linguista e scrittore italiano (n. 1760)
- 2 ottobre - José Prudencio Padilla, militare colombiano (n. 1784)
- 3 ottobre - George Grey, I baronetto di Fallodon, militare britannico (n. 1767)
- 6 ottobre - Carlotta, principessa reale, regina (n. 1766)
- 11 ottobre - Eliezer Papo, rabbino ottomano (n. 1786)
- 13 ottobre - Vincenzo Monti, poeta, scrittore e traduttore italiano (n. 1754)
- 18 ottobre - Michael von Kienmayer, generale austriaco (n. 1755)
- 21 ottobre - Giuseppe Capocasale, presbitero e filosofo italiano (n. 1754)
- 26 ottobre - Albrecht Thaer, agronomo tedesco (n. 1752)

## Novembre(14)
- 2 novembre - Thomas Pinckney, politico e diplomatico statunitense (n. 1750)
- 3 novembre - Jean Joseph Dessolles, generale e politico francese (n. 1767)
- 5 novembre - Sofia Dorotea di Württemberg, imperatrice (n. 1759)
- 7 novembre - Giuseppe Gherardi, pittore italiano (n. 1756)
- 8 novembre - Thomas Bewick, incisore inglese (n. 1753)
- 10 novembre - Giuseppe Zurlo, giurista e politico italiano (n. 1757)
- 13 novembre - André Joseph Abrial, magistrato e politico francese (n. 1750)
- 13 novembre - Giuseppe Maria Spina, cardinale e arcivescovo cattolico italiano (n. 1756)
- 15 novembre - Amalia di Zweibrücken-Birkenfeld, regina (n. 1752)
- 17 novembre - Francesco Caucig, pittore e disegnatore sloveno (n. 1755)
- 18 novembre - Ippolito Pindemonte, poeta, letterato e traduttore italiano (n. 1753)
- 19 novembre - Franz Schubert, compositore austriaco (n. 1797)
- 22 novembre - George Izard, politico e militare statunitense (n. 1776)
- 23 novembre - Maria Teresa di Borbone-Vallabriga, nobildonna spagnola (n. 1779)

## Dicembre(18)
- 4 dicembre - Robert Banks Jenkinson, II conte di Liverpool, politico inglese (n. 1770)
- 5 dicembre - Francesco Guidobono Cavalchini, cardinale italiano (n. 1755)
- 6 dicembre - William Hoste, militare britannico (n. 1780)
- 11 dicembre - Sineperver Sultan, ottomana (n. 1760)
- 13 dicembre - Manuel Dorrego, militare e politico argentino (n. 1787)
- 14 dicembre - Marc Guillaume Alexis Vadier, politico e rivoluzionario francese (n. 1736)
- 16 dicembre - Maria Rundell, scrittrice inglese (n. 1745)
- 17 dicembre - Jedediah K. Smith, politico e giurista statunitense (n. 1770)
- 18 dicembre - Joseph Rebell, pittore austriaco (n. 1787)
- 20 dicembre - Christian Gottlieb Kühn, scultore tedesco (n. 1780)
- 22 dicembre - Rachel Jackson, first lady statunitense (n. 1767)
- 22 dicembre - Karl Mack von Leiberich, feldmaresciallo austriaco (n. 1752)
- 22 dicembre - William Hyde Wollaston, chimico e fisico inglese (n. 1766)
- 23 dicembre - François-Étienne Damas, generale francese (n. 1764)
- 27 dicembre - Francesco Salari, compositore italiano (n. 1751)
- 30 dicembre - Waldemar Thrane, direttore d'orchestra e compositore norvegese (n. 1790)
- 31 dicembre - Louis-Benoît Picard, drammaturgo francese (n. 1769)
- 31 dicembre - Alexander Zippelius, botanico olandese (n. 1797)

## Senza giorno specificato(25)
- Domenico Acclavio, magistrato e politico italiano (n. 1762)
- Andrea Lodovico Adamich, imprenditore e politico austriaco (n. 1766)
- Antoine François Andréossy, generale francese (n. 1761)
- Giuseppe Bardi, presbitero italiano (n. 1747)
- William Billingsley, pittore e imprenditore inglese (n. 1758)
- Robert Blair, astronomo scozzese (n. 1748)
- Barnabé Brisson, matematico francese (n. 1777)
- Frédéric Bérard, medico e filosofo francese (n. 1789)
- Manuel Atanasio Cabañas, militare paraguaiano (n. 1768)
- Giuseppe Cacialli, architetto italiano (n. 1770)
- Luca Cubeddu, poeta e predicatore italiano (n. 1748)
- Simone Elia, architetto italiano (n. 1775)
- Ghulam Muhammad Khan, principe indiano (n. 1763)
- Panedigrano, militare italiano (n. 1753)
- Hacı Salih Pascià, politico ottomano
- Girolamo Maffione, teologo e religioso italiano (n. 1755)
- Alberto Mucchiati, pittore italiano (n. 1744)
- August Hermann Niemeyer, pedagogista tedesco (n. 1754)
- Giuseppe Emanuele Ortolani, avvocato e letterato italiano (n. 1758)
- Vincenzo dal Prato, cantante castrato italiano (n. 1756)
- Charles Sylvester, chimico e inventore britannico (n. 1774)
- Francesco Tanadei, scultore e ebanista svizzero (n. 1770)
- Pellegrino Turri, inventore italiano (n. 1765)
- Luigi Valeriani, economista e docente italiano (n. 1758)
- Muhammad Alam, sovrano bruneiano (n. 1762)